# 산노미야하나도케이마에역
산노미야하나도케이마에역(일본어: 三宮・花時計前駅)은 일본 효고현 고베시 주오구에 있는 고베 시영 지하철 가이간선의 역이다. 본 노선의 출발역이다. 역 번호는 K01이다. 역명의 "꽃시계"는 고베 시청의 북쪽에 있는 꽃시계를 일컫는다.

## 역 구조
- 지하 2층에 대합실과 개찰구가 있고, 지하 3층에 승강장이 있다.
- 승강장은 섬식 승강장 1면 2선의 두단식 구조이고 신나가타행 열차가 출발한다.
- 지하 통로로의 환승지정역으로는 큐쿄류치다이마루마에역과 연결된다.
- 출입구는 4곳 있다.

### 승강장
| 승강장 | 노선     | 행선          |
| ------ | -------- | ------------- |
| 1・2   | 가이간선 | 신나가타 방면 |

## 역 주변
산노미야의 남부에 위치하여 오피스 빌딩이 많다.
- 히가시 유원지
- 고베 국제회관
- 고베 시청
- 고베 관전 빌딩
- 산노미야 버스 터미널
- 한신백화점 산노미야점

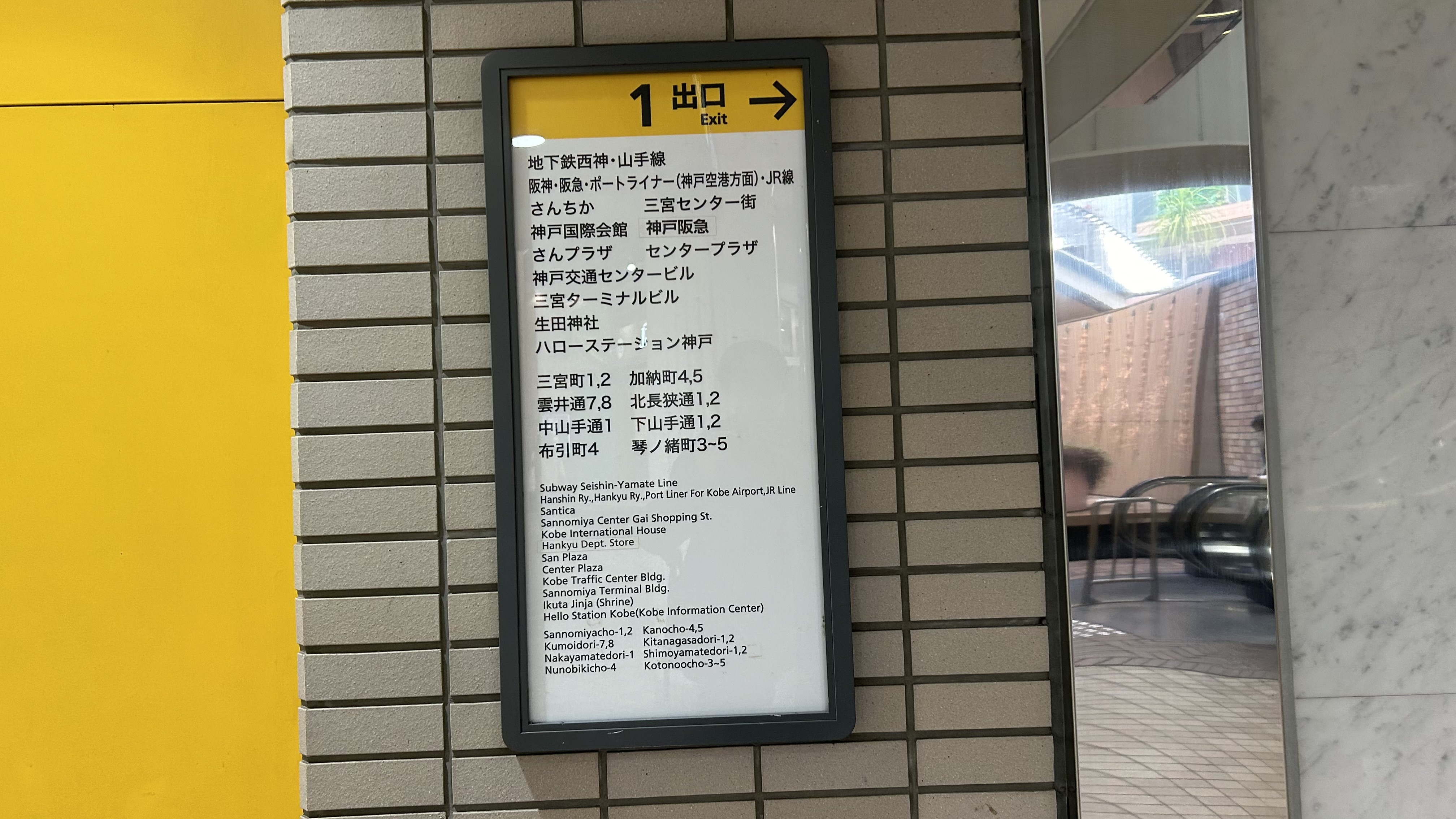
1번 출구 안내
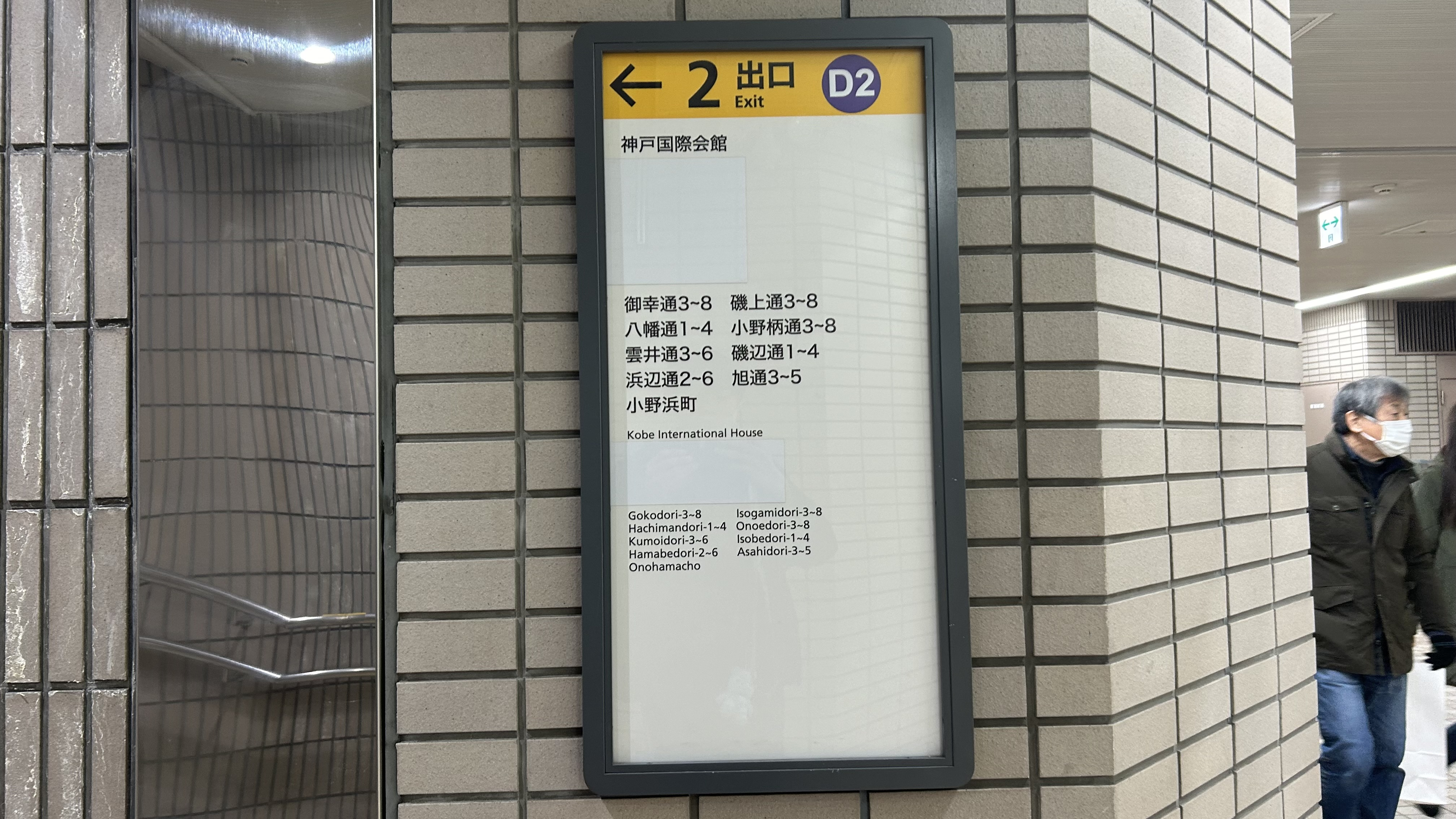
2번 출구 안내
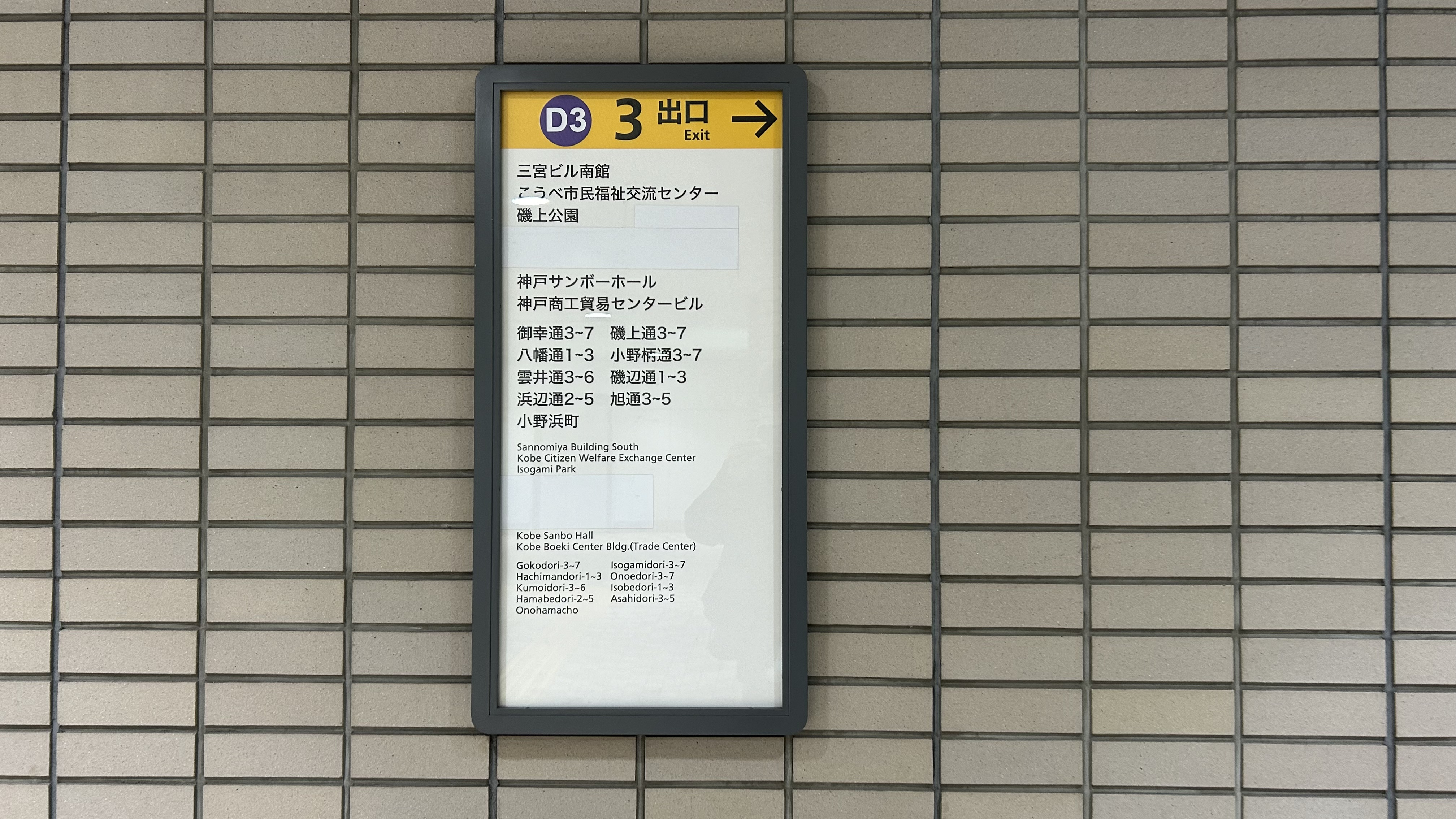
3번 출구 안내
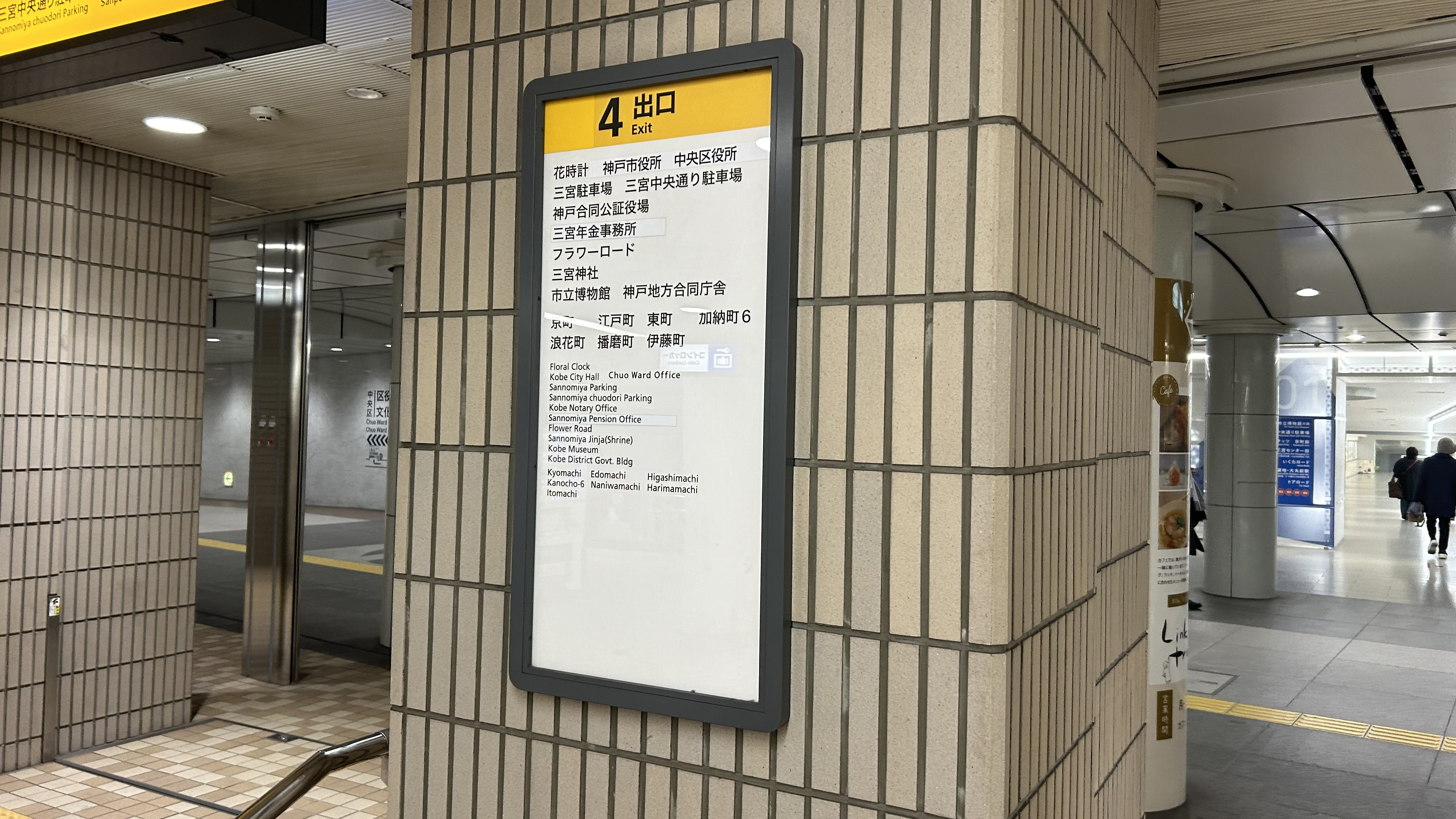
4번 출구 안내

## 역사
- 2001년 7월 7일: 영업 개시.

## 사진

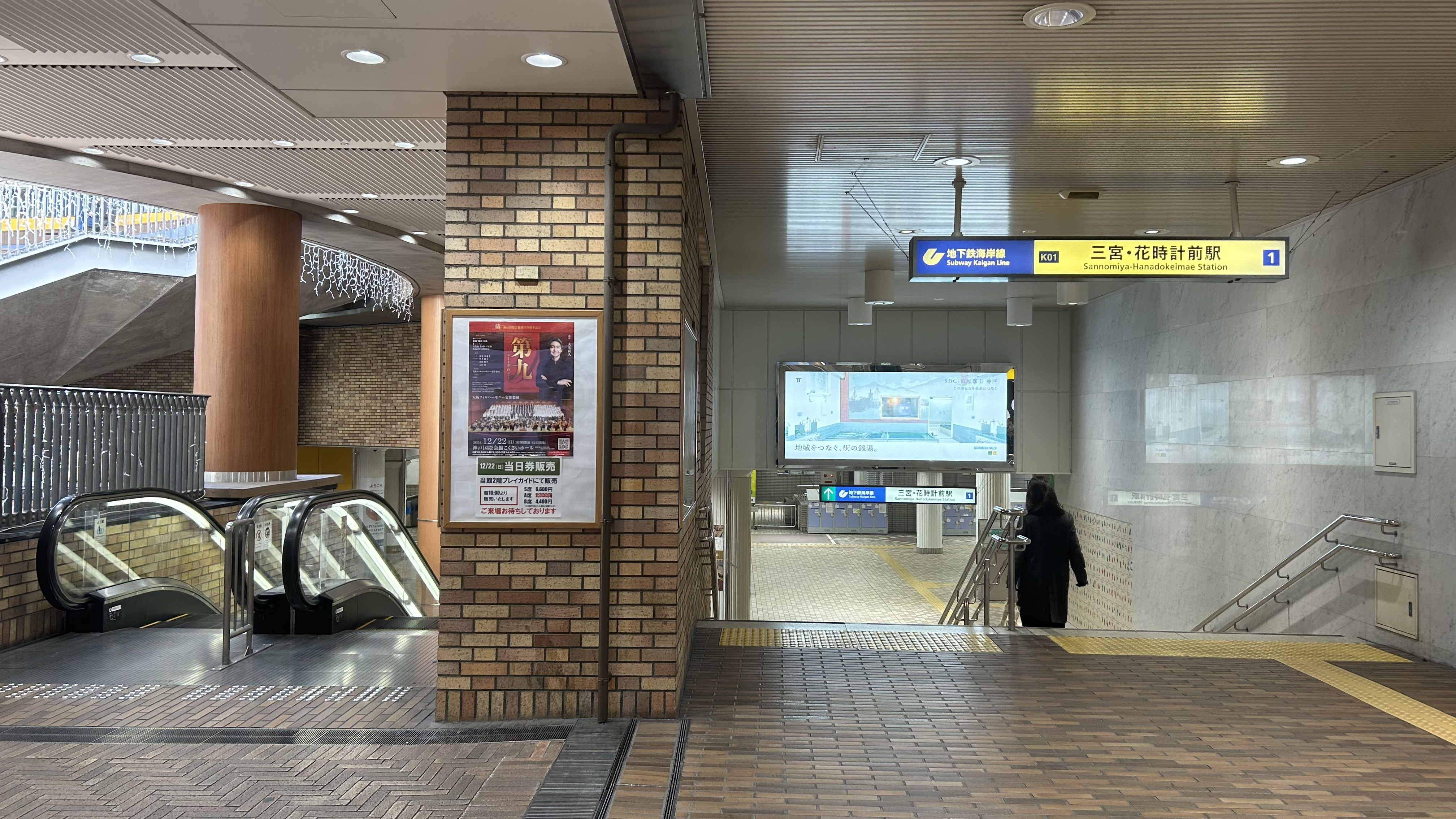
1번 출입구
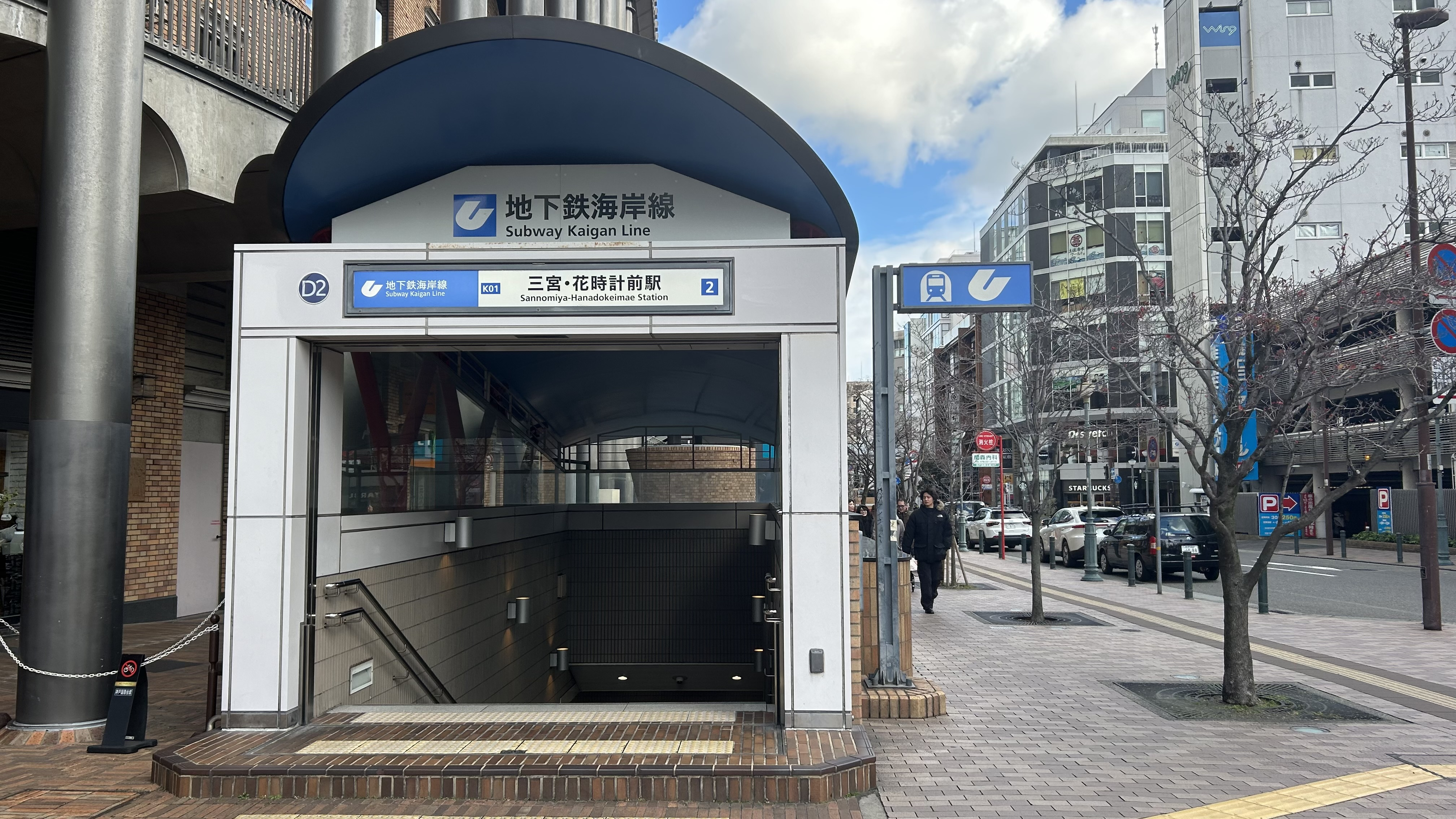
2번 출입구
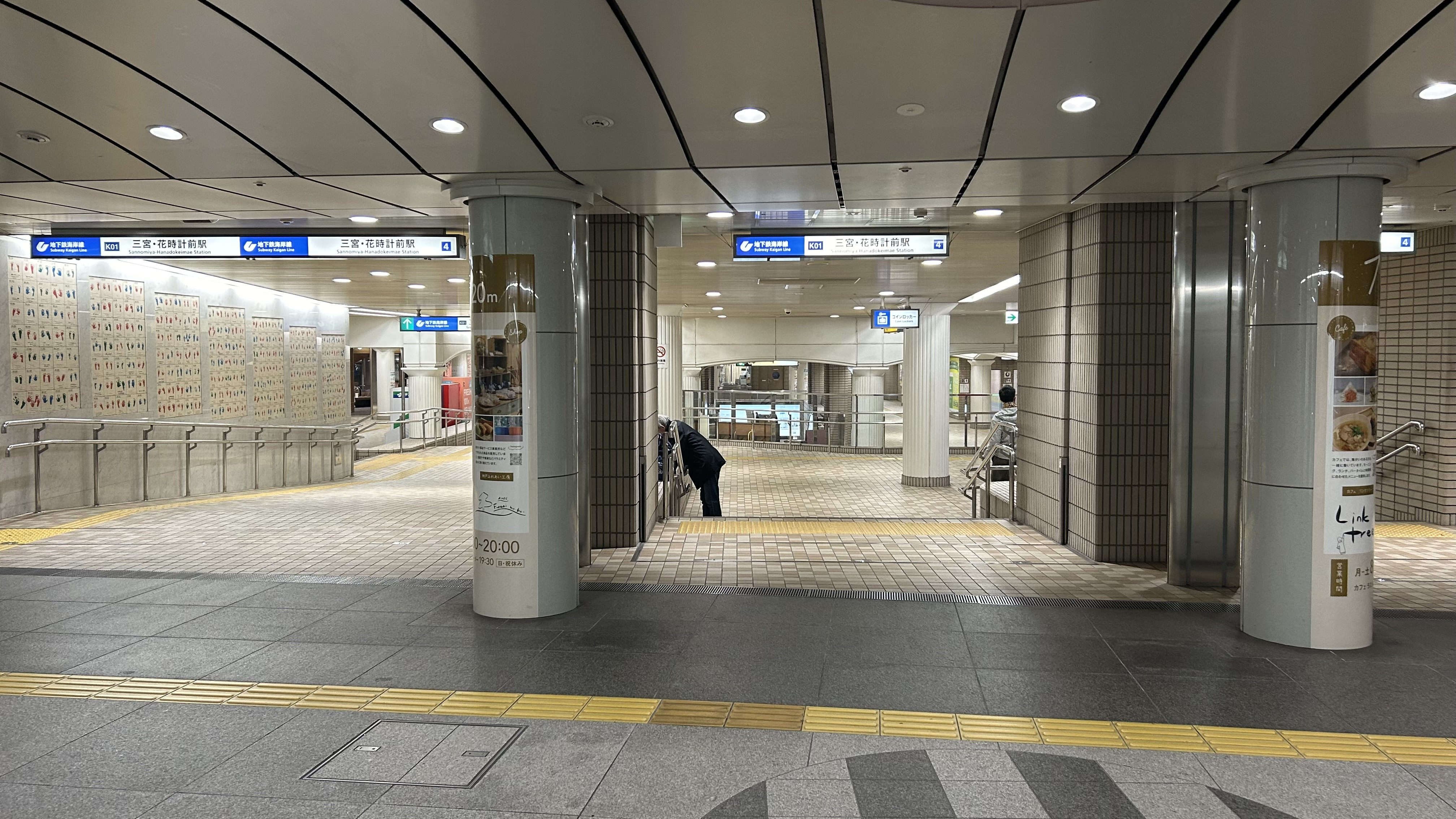
4번 출입구
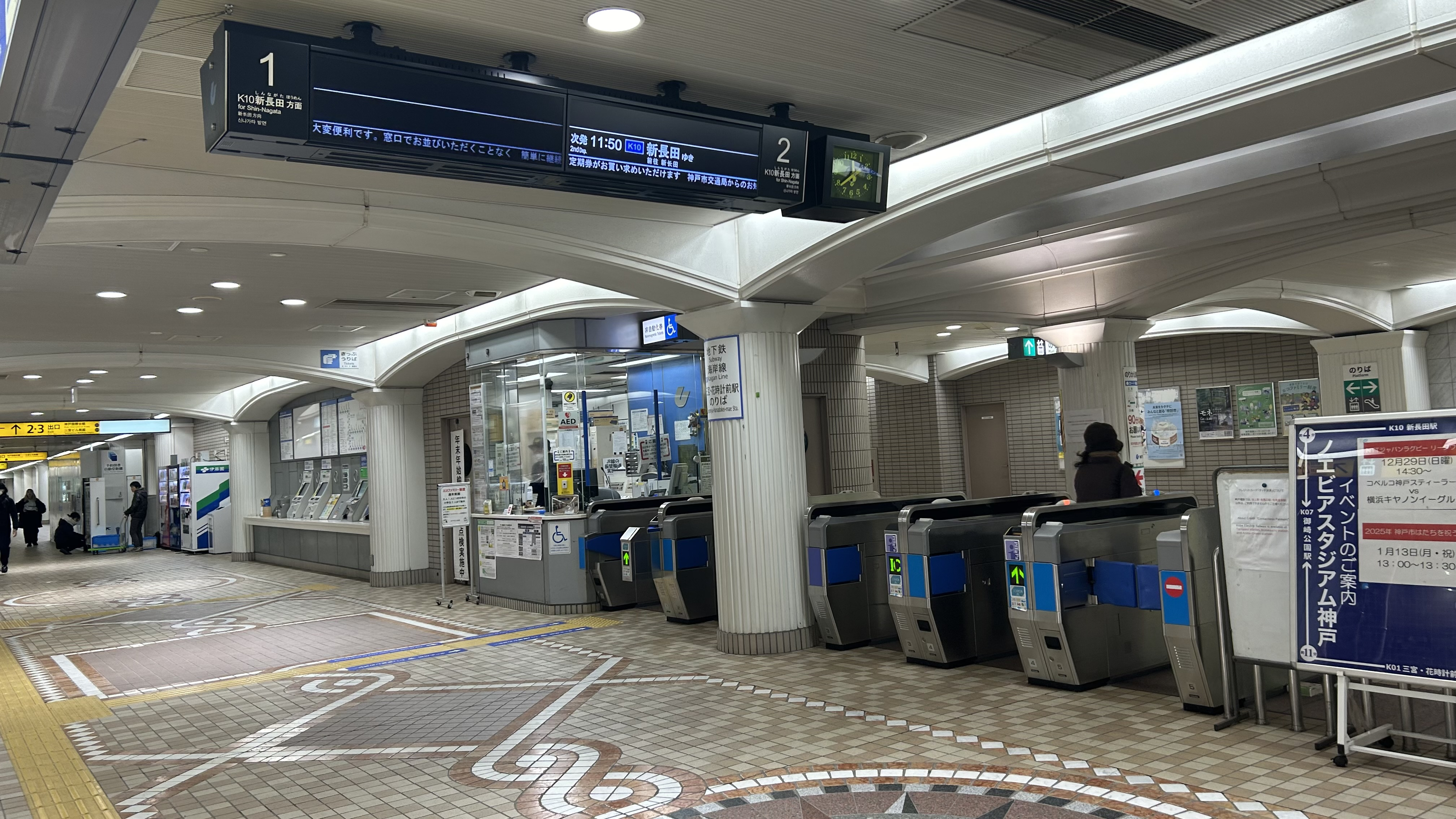
개집표기
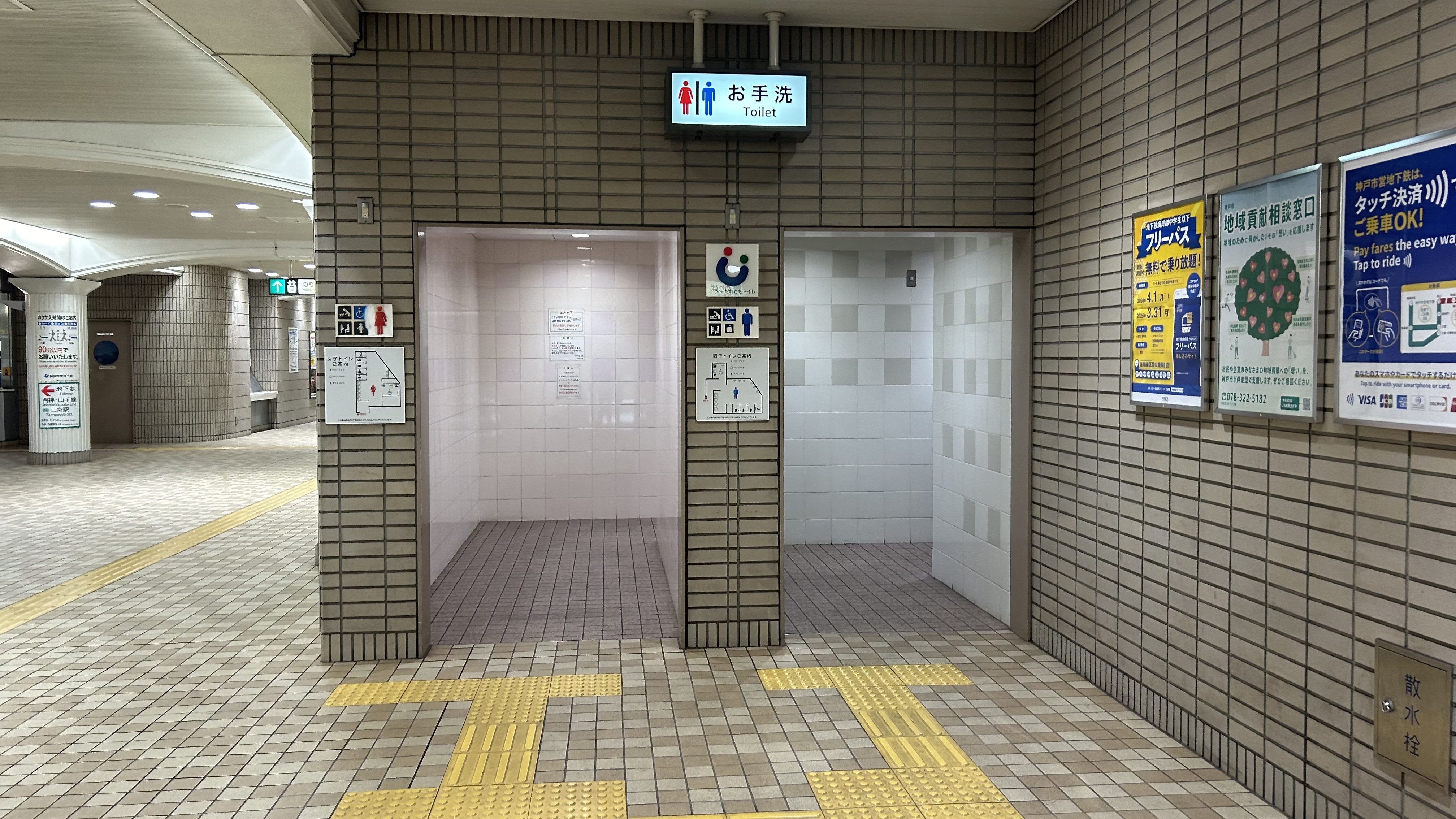
화장실

## 인접역
| 고베시 교통국 가이간선 | 고베시 교통국 가이간선 | 고베시 교통국 가이간선                  |
| ---------------------- | ---------------------- | --------------------------------------- |
| 시·종착역              |                        | 큐쿄류치다이마루마에 K 02 신나가타 방면 |